# دیورتیولی (شهرستان کاراایدلسکی، باشقیرستان)
دیورتیولی (انگلیسی: Dyurtyuli, Karaidelsky District, Republic of Bashkortostan) یک شهرک در شهرستان کاراایدلسکی استان باشقیرستان کشور روسیه است.